# VfB Suhl
Le VfB Suhl est un club allemand de volley-ball féminin fondé en 1991 et basé à Suhl, qui évolue pour la saison 2020-2021 en 1.Bundesliga.

## Palmarès
- Coupe d'Allemagne
  - Vainqueur :2008[2]
  - Finaliste : 2010, 2011.